# Wuj Sam

Plakat Jamesa Montgomery’ego Flagga z czasów I wojny światowej, namawiający do wstąpienia w szeregi armii amerykańskiej

Wuj Sam (ang. Uncle Sam) – narodowa personifikacja Stanów Zjednoczonych, której początki sięgają wojny brytyjsko-amerykańskiej w 1812 roku.

## Wygląd
Wuj Sam przedstawiony jest najczęściej jako srogi, starszy mężczyzna z siwymi włosami i bródką. Zwykle ma na sobie ubranie, które zawiera elementy i barwy znajdujące się na fladze Stanów Zjednoczonych – na przykład cylinder w czerwone i białe paski z białą gwiazdą na niebieskiej obwódce, a także czerwono-białe spodnie. Wizerunek Wuja Sama w obecnej formie utrwalił się po wojnie secesyjnej. Stworzony jako karykatura prezydenta Abrahama Lincolna i zamieszczony w czasopiśmie Punch zyskał popularność, będąc następnie wykorzystywanym w wielu reklamach.

## Historia

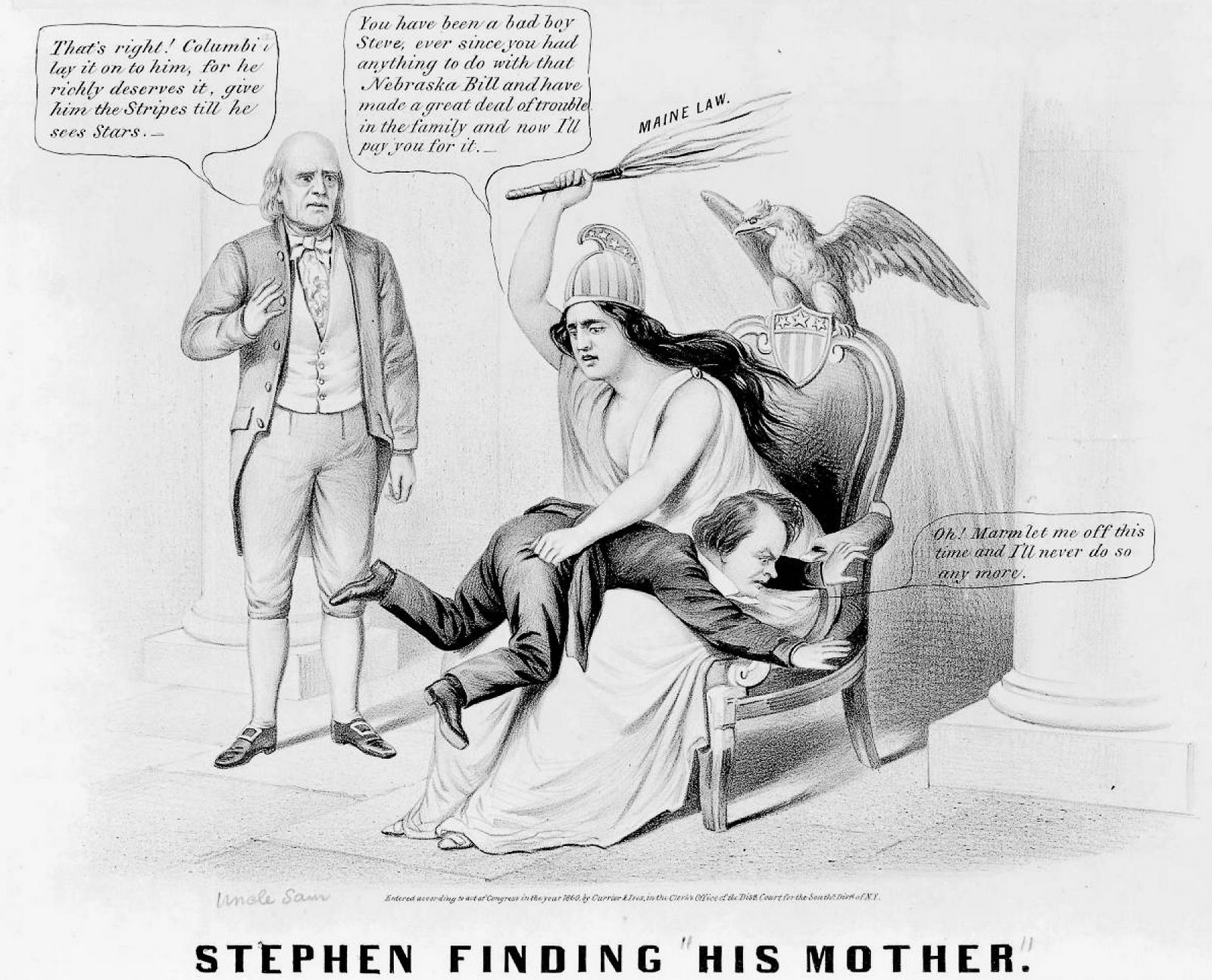
Na tej politycznej karykaturze z 1860 roku, Wuj Sam spogląda na Stephena A. Douglasa otrzymującego klapsy od Columbii

W roku 1812 duża ilość prowiantu dla armii została zakupiona w Troy, w stanie Nowy Jork przez rządowego dostawcę, Elberta Andersona. Prowiant był kontrolowany przez dwóch braci, Ebenezera i Samuela Wilsonów. Ten ostatni znany był wśród pracowników jako Uncle Sam. Beczki z solonym mięsem Samuel Wilson oznaczał inicjałami U.S., czyli skrótem od United States. W późniejszym okresie tymi inicjałami oznaczano i inne przedmioty należące do rządu federalnego. Skrót U.S. podlegał dwojakiej interpretacji. Utożsamiano go z nazwą państwa, bądź z postacią Wuja Sama (Uncle Sam). Obrazek z Wujem Samem pojawił się po raz pierwszy w lokalnej prasie wydawanej w Troy. Symbol graficzny przedstawiający Wuja Sama znajdował swoje miejsce w prasie amerykańskiej w latach 30 XIX wieku.
W literaturze po raz pierwszy wspomniano Wuja Sama w alegorycznej książce The Adventures of Uncle Sam: in Search After His Lost Honor, napisanej przez Fredericka Augustusa Fidfaddy'ego, pochodzącej z 1816 roku.
Pierwowzorem Wuja Sama był Brat Jonathan (Brother Jonathan), pojawiający się w czasopiśmie Punch. Używany był jednak rzadko i zapomniano o nim po pojawieniu się Wuja Sama. Żeńska personifikacja, Columbia była rzadko spotykana od lat 20. XX wieku Wuj Sam stał się popularnym elementem karykatur, dużo bardziej niż John Bull, będący uosobieniem Wielkiej Brytanii. John Bull, wraz z Wujem Samem „przygotowywali się do walki” w setkach politycznych karykatur przez lata.

### Plakat rekrutacyjny
Najsławniejsze przedstawienie Wuja Sama pochodzi z czasów I wojny światowej i przedstawia surowego mężczyznę wskazującego na obserwatora i oznajmiającego: I want you (Chcę ciebie). James Montgomery Flagg opracował ten plakat w 1917 roku, tuż przed przystąpieniem Stanów Zjednoczonych do wojny. Takie przedstawienie Wuja Sama nawiązywało do obrazka, jaki Flagg umieścił na okładce magazynu Leslie's Weekly z 6 lipca 1916 roku. Plakat wzorowany był na starszym o 3 lata brytyjskim plakacie Lord Kitchener Wants You z podobizną Horatio Kitchenera. Plakat był używany w czasie zarówno I, jak i II wojny światowej, by zachęcać obywateli USA do wstępowania do armii. Autor plakatu, Flagg użył na nim zmodyfikowanej wersji własnej twarzy, a także odtworzył pozę, jaką przedstawiał weteran Walter Botts. Twarz Wuja Sama zawiera również podobieństwa do twarzy Samuela Wilsona. Ponad cztery miliony kopii tego plakatu zostało wydrukowanych pomiędzy 1917 a 1918 rokiem.

## Pomniki
W Stanach Zjednoczonych istnieją dwa pomniki ku czci Wuja Sama, będące zarazem wybudowane ku pamięci Samuela Wilsona. Jeden z nich ustawiony jest w pobliżu Riverfront Park w Troy, gdzie Wilson mieszkał. Drugi znajduje się w Arlington, gdzie się urodził.